# Бель-Райв (Іллінойс)
Бель-Райв (англ. Belle Rive) — селище (англ. village) в США, в окрузі Джефферсон штату Іллінойс. Населення — 309 осіб (2020).

## Географія
Бель-Райв розташований за координатами 38°13′54″ пн. ш. 88°44′21″ зх. д. / 38.23167° пн. ш. 88.73917° зх. д. (38.231742, -88.739175).  За даними Бюро перепису населення США в 2010 році селище мало площу 2,26 км², уся площа — суходіл.

## Демографія
Згідно з переписом 2010 року, у селищі мешкала 361 особа в 140 домогосподарствах у складі 107 родин. Густота населення становила 159 осіб/км².  Було 157 помешкань (69/км²).
Расовий склад населення:
| - 97,2 % — білих - 0,8 % — азіатів |

До двох чи більше рас належало 1,9 %. Частка іспаномовних становила 1,4 % від усіх жителів.
За віковим діапазоном населення розподілялося таким чином: 23,8 % — особи молодші 18 років, 57,6 % — особи у віці 18—64 років, 18,6 % — особи у віці 65 років та старші. Медіана віку мешканця становила 38,5 року. На 100 осіб жіночої статі у селищі припадало 95,1 чоловіків;  на 100 жінок у віці від 18 років та старших — 96,4 чоловіків також старших 18 років.
Середній дохід на одне домашнє господарство  становив 49 476 доларів США (медіана — 41 750), а середній дохід на одну сім'ю — 55 320 доларів (медіана — 51 250). Медіана доходів становила 36 667 доларів для чоловіків та 31 250 доларів для жінок. За межею бідності перебувало 16,6 % осіб, у тому числі 35,4 % дітей у віці до 18 років та 4,5 % осіб у віці 65 років та старших.
Цивільне працевлаштоване населення становило 126 осіб. Основні галузі зайнятості: освіта, охорона здоров'я та соціальна допомога — 21,4 %, виробництво — 16,7 %, роздрібна торгівля — 14,3 %.